# فاونتن ران (کنتاکی)
فاونتن ران (به انگلیسی: Fountain Run) شهری در ایالت کنتاکی کشور ایالات متحده آمریکا است که جمعیت آن در سرشماری سال ۲۰۱۰ میلادی، ۲۱۷ نفر بوده‌است.